# Elizabeth Kapu'uwailani Lindsey
Elizabeth Kapu'uwailani Lindsey (nascuda el 17 d'abril de 1956) és una antropòloga cultural, actriu i cineasta estatunidenca.
Va néixer i criar-se a Hawaii segons els costums hawaians tradicionals. L'any 2008 va esdevenir la primera exploradora Polinèsia i femenina de la història de la National Geographic Society. És la fundadora i CEO de Mapping the Human Story, la qual utilitza la tecnologia per explorar i conservar les tradicions, la saviesa i el coneixement de la humanitat, a fi de conservar-ho pels humans actuals i ajudar els futurs. L'any 2010, Lindsey ja tenia 80 hores d'enregistraments i 15,000 fotografies de les seves experiències a la Micronèsia que seran essencials pel projecte.
L'any 1995 va escriure, dirigir, i produir el documental Then There Were None, que relata l'extinció propera dels natius hawaians. Es considera un clàssic històric hawaià i ha rebut nombrosos premis, inclòs el prestigiós CINE Eagle Award.
Com a humanitària, l'antiga Miss Hawaii 1978 treballa de ben a prop amb ambaixadors de les Nacions Unides en nom dels refugiats mediambientals que s'enfronten a les realitats de la crisi climàtica. Participa en consells nacionals i internacionals i ha creat beques a l'Índia i a Hawaii.
Com a actriu, va fer el paper d'una dona jove a la sèrie Magnum P.I. dins l'episodi «Lest We Forget» l'any 1981. L'any 1988 va fer un paper molt diferent a China Beach. Aquest mateix any, va participar en l'episodi «Home Soil» de la sèrie Star Trek: La nova generació, interpretant a Louisa Kim.

## Premis
A més de ser Miss Hawaii 1978 i competir a Miss America 1979, Lindsey va rebre el Visionary Award l'any 2010 i va ser declarada Dona de l'Any el 2004.